# Iela Mari
Iela Mari, pseudonimo di Gabriela Ferrario (Milano, marzo 1931 – 29 gennaio 2014), è stata una disegnatrice e scrittrice italiana.

## Biografia
Ha frequentato il corso di pittura presso l'Accademia di Brera, dove ha conosciuto Enzo Mari, che a quel tempo stava studiando scenografia. Si sposeranno nel 1955 ed hanno avuto due figli, Michele e Agostina.
Iela Mari ha scritto alcuni libri in collaborazione con il marito e altri da sola: Il palloncino rosso, Mangia che ti mangio, L'uovo e la gallina, L'albero, la mela e la farfalla, solo per citarne alcuni, tutti pubblicati dalle Emme Edizioni, in un primo momento, e recentemente ripubblicati da Babalibri.
La particolarità dei suoi libri è il fatto di essere senza parole o quasi, e di narrare storie semplici e poetiche grazie alla forza della ricercatezza grafica, senza morale. La sua idea principale era utilizzare forme e colori in maniera quasi astratta: l'autrice era convinta che il pensiero dei bambini piccoli, a cui era rivolta la sua opera, procedesse per associazioni, e che questo potesse permettere loro di sviluppare un'attenzione selettiva, stimolando contemporaneamente la loro fantasia.
Nel 1968 disse: «Vorrei attirare l'attenzione sulle forme in relazione al bombardamento delle immagini prodotte dalla televisione».
I suoi libri sono pubblicati in Francia, Inghilterra, Spagna, Portogallo, Germania, Giappone, Taiwan e Corea.
Nel 2010 le è stata dedicata una mostra a cura dell'associazione Hamelin, ma per il resto è poco nota al pubblico italiano.

## Opere
- Animali nel prato, 2011
- Mangia che ti mangio, 2010
- L'albero, 2007
- As estacións, 2007
- Un globo vermello, 2006
- A mazá e a bolboreta, 2006
- Il palloncino rosso, 2004
- L'uovo e la gallina (Babalibri), 2004
- La mela e la farfalla, 2004
- Il palloncino rosso, 2004[6]
- Eat and be Eaten, 1980
- The apple and the moth, 1970
- La mela e la farfalla
- L'uovo e la gallina (Emme bambini)
- La mela e la farfalla (Emme bambini)
- Il palloncino rosso e altre storie (Storie e rime)
- Il tondo e il riccio di mare (Storie e rime)
- Il tondo (Emme bambini)
- Mangia che ti mangio
- L'albero (Emme bambini), 1973
- L'albero
- Il riccio di mare (Emme bambini)
- Storie senza fine (Storie e rime)
- Il riccio di mare
- L'uovo e la gallina
- Mangia che ti mangio (Emme bambini)
- Il paesaggio infinito (Emme bambini)
- Il tondo
- Il palloncino rosso (Emme bambini)